# John Esmonde, X baronetto
John Esmonde, X baronetto (16 maggio 1826 – 9 dicembre 1876), è stato un politico irlandese.

## Biografia
Esmonde era figlio dell'ufficiale della Royal Navy James Esmonde e di Anna Maria, nata Murphy. Studiò al Clongowes Wood College e al Trinity College di Dublino, dove si laureò nel 1850 in Studi classici.
Nello stesso anno fu "Call to the bar".
Nel 1861 sposò Louisa Grattan, quarta figlia di Henry Grattan (junior), e nipote del leader parlamentare del XVIII secolo Henry Grattan. Ebbero quattro figli e due figlie, Thomas, Laurence, Walter, John, Ellice e Annette.
Nel 1868, ereditò la baronia e le proprietà di suo zio Thomas.

### Carriera
Fu eletto alle Elezioni generali nel Regno Unito del 1852 come uno dei due membri del parlamento nel collegio della Contea di Waterford per il liberale Independent Irish Party. Sia Esmonde che il suo collega Nicholas Mahon Power furono eletti candidati del Partito Liberale, che era stato in alleanza con i nazionalisti.
L'elezione di Esmonde fu oggetto di una petizione del candidato conservatore sconfitto Richard Hely-Hutchinson, che lo accusò di brogli elettorali. I nomi delle persone che non avevano diritto di voto furono annullati dalla seconda votazione, ma l'elezione di Esmonde nei Whig fu confermata alle elezioni generali nel Regno Unito del 1857.
L'alleanza dei nazionalisti e dei liberali vacillò subito dopo le elezioni, e Esmonde fu uno dei 40 liberali irlandesi che spostarono il loro sostegno al nuovo Independent Irish Party. Esmonde fu rieletto come liberale alle Elezioni generali nel Regno Unito del 1859 e per le tre a seguire.
Nel gennaio 1866, Esmonde fu nominato Sceriffo di Wexford. Il 2 giugno è nominato Junior Lord of the Treasury nel governo liberale di John Russell, I conte di Russell. Come Office of profit sotto la Corona, le regole parlamentari dell'epoca gli imponevano di correre per la rielezione alle elezioni suppletive del 1866, e il 9 giugno fu rieletto senza opposizione. Tuttavia, il suo periodo in carica fu breve, perché il governo di Russell cadde prima della fine di giugno, per essere sostituito da un governo conservatore.

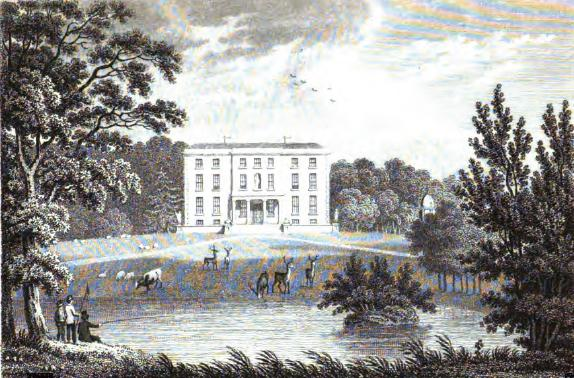
Ballynastragh House, Contea di Wexford, magione della famiglia Esmonde

Nel 1869 ereditò il collegio della Contea di Wexford, succedendo a suo zio Thomas. Descritto dal quotidiano The Times di Londra come un membro "zelante e attaccato alla Chiesa cattolica romana", Esmonde fu elencato nel 1869 come uno dei 50 baronetti cattolici, e 38 parlamentari cattolici. Fu uno degli oratori ad una manifestazione a Dublino nel novembre 1870 per protestare contro la perdita del potere temporale del Papa.
Alle elezioni generali nel Regno Unito del 1874 fu di nuovo eletto per la Collegio della Contea di Waterford, questa volta come candidato del nuovo Home Rule Party. Morì in carica due anni dopo, all'età di 50 anni. Esmonde era stato anche un giudice di pace per le contee di Waterford, Wexford e Wicklow, capitano della milizia di Wexford, e membro della Royal Irish Academy. Il suo seggio parlamentare fu vinto alle successive elezioni da parte del candidato della Home Rule James Delahunty, e gli successe al baronettato suo figlio Thomas.